# «Cabito» Massa Alcántara
Eduardo Javier Massa Alcántara (Flores, Buenos Aires; 10 de enero de 1970), más conocido como Cabito, es un actor, productor, publicista, guionista, panelista y comediante argentino.

## Biografía
Trabajó durante diez años como creativo publicitario. Estudió humorismo stand up varios años con Alejandro Angelini. Tiene una extensa trayectoria como humorista en radio y en teatro. Uno de sus shows de stand up fue Cachivache junto al grupo De 1.
En 2001, comenzó a hacer (ad honorem) un programa de radio en la Rock & Pop, llamado Ante todo mucha calma. Ese año conoció a Matías Martin y comenzó a escribir guiones para Fatto in Casa, su productora.
En televisión participó en un solo capítulo en la serie cómica Casados con hijos, donde interpretó a un personaje apodado "Javito".
Entre 2009 e inicios del 2013 participó en el programa 6, 7, 8, que se emitió por Canal 7 (la Televisión Pública) con Luciano Galende, Sandra Russo, Nora Veiras, Orlando Barone y Carlos Barragán.
Como humorista participó en Cava 71 y cocondujo hasta finales de 2018 el programa de radio Basta de todo junto a Matías Martin y Diego Ripoll.
Desde febrero de 2013 hasta 2014 fue panelista del programa Duro de domar que se emite por Canal 9.

## Trayectoria
TV
| Año       | Programa          | Canal                        |
| --------- | ----------------- | ---------------------------- |
| 2006      | Casados Con Hijos | Telefe                       |
| 2009-2013 | 678               | Televisión Pública Argentina |
| 2013-2014 | Duro de Domar     | elnueve                      |

Radio
| Año       | Programa      | Radio      |
| --------- | ------------- | ---------- |
| 2005-2018 | Basta de Todo | Metro 95.1 |